# XOXO (Exo)
XOXO è il primo album in studio del gruppo musicale sudcoreano EXO, pubblicato il 3 giugno 2013 dalla SM Entertainment. Dell'album sono state distribuite due versioni - la coreana Kiss e la cinese Hug.
L'album ha vinto il premio Album dell'anno nel 2013 al Mnet Asian Music Award ed ha venduto più di un milione di copie, diventando l'album più venduto in Corea dal 2001.
Dall'album sono stati estratti due singoli: Wolf e Growl, singolo della riedizione omonima, che ha raggiunto la terza posizione nella Billboard Korea K-Pop Hot 100.

## Descrizione
Il 30 maggio 2013 sono state pubblicate sia la versione coreana che quella cinese del video musicale di "Wolf". Entrambe le versioni della canzone sono state distribuite digitalmente il 3 giugno 2013, giorno in cui l'album XOXO è stato distribuito fisicamente in Corea del Sud sia in coreano (Kiss) che in mandarino (Hug).
L'album ha ricevuto oltre 300.000 pre-ordini ed ha raggiunto la prima posizione nel Billboard World Album Chart una settimana dopo il rilascio. Con più di un milione di copie vendute, XOXO è diventato l'album coreano più venduto in 12 anni. Inoltre è stato l'album più venduto dell'anno 2013 dell'industria del K-pop.

## Tracce

### Versione coreanaKiss
1. Wolf (늑대와 미녀?, Neukdae Wa MinyeoLR, lit. Wolf and the Beauty) – 3:52 (testo: Kenzie – musica: Kenzie, Will Simms, Nermin Harambašić)
2. Suho, Baekhyun, Chanyeol, D.O – Baby Don't Cry (인어의 눈물?, Ineoui NunmulLR, lit. A Mermaid's Tears) – 3:55 (testo: Jo Yoon-kyung – musica: Tesung Kim (Iconic Sounds), Im Kwang-wook (Devine Channel), Andrew Choi, Kalle Engström)
3. Black Pearl (검은 진주?, Geomeun JinjuLR) – 3:08 (testo: Seo Ji-eum – musica: DK (Joombas), 2xxx! (Joombas), JJ Evans (Joombas), Hyuk Shin (Joombas), Deanfluenza (Joombas), TK, Jasmine Kearse, Brittani Marthena White)
4. Don't Go (나비소녀?, Nabi SonyeoLR, lit. Butterfly Girl) – 3:36 (testo: Seo Ji-eum – musica: DK (Joombas), Hyuk Shin (Joombas), Jordan Kyle, John Major, Jeffrey Patrick Lewis)
5. Let Out the Beast (짐승을 보자?, Jimseung-eul BojaLR) – 3:27 (testo: John Hyunkyu Lee – musica: Jay J. Kim, Chris Lightbody, Robert Steinmiller, Spencer Yaras, Taeko Carroll, Robert Peters, Charles Wiggins)
6. 3.6.5 (세 여섯 다섯?, Se Yeoseos DaseosLR) – 3:07 (testo: Jo Yoon-kyung – musica: Hayden Bell, Christian Fast, Henrik Nordenback)
7. Heart Attack (심장 마비?, Simjang MabiLR) – 3:39 (testo: Misfit – musica: GoodWill, MGI)
8. Peter Pan (피터팬?, PiteopaenLR) – 3:56 (testo: Hong Ji-yoo – musica: 12Keyz, iDR, Ryan S. Jhun)
9. Baby (아가?, AgaLR) – 4:00 (testo: Kenzie – musica: Kim Jeong-bae, Kenzie)
10. My Lady (내 여자?, Nae YeojaLR) – 3:33 (testo: Kim Boo-min – musica: Kenzie)
11. Exo-K – Wolf (늑대와 미녀?, Neukdae Wa MinyeoLR, lit. Wolf and the Beauty) – 3:52 (testo: Kenzie – musica: Kenzie, Will Simms, Nermin Harambašić)
12. Wolf (狼与美女T, Láng Yǔ MěinǚP) – 3:52 (testo: Zhou Weijie – musica: Kenzie, Will Simms, Nermin Harambašić)

### Versione cineseHug
1. Wolf (狼与美女T, Láng Yǔ MěinǚP, lit. Wolf and the Beauty) – 3:52 (testo: Zhou Weijie – musica: Kenzie, Will Simms, Nermin Harambašić)
2. Baby Don't Cry (人魚的眼淚T, Rényú de YǎnlèiP, lit. A Mermaid's Tears) – 3:55 (testo: Wang Yajun, T-Crash – musica: Tesung Kim (Iconic Sounds), Im Kwang-wook (Devine Channel), Andrew Choi, Kalle Engström)
3. Black Pearl (珍珠T) – 3:08 (testo: Liu Yuan – musica: DK (Joombas), 2xxx! (Joombas), JJ Evans (Joombas), Hyuk Shin (Joombas), Deanfluenza (Joombas), TK, Jasmine Kearse, Brittani Marthena White)
4. Don't Go (蝴蝶少女T, Húdié ShàonǚP, lit. Butterfly Girl) – 3:36 (testo: Wang Yajun – musica: DK (Joombas), Hyuk Shin (Joombas), Jordan Kyle, John Major, Jeffrey Patrick Lewis)
5. Let Out the Beast (让出兽T) – 3:27 (testo: T-Crash – musica: Jay J. Kim, Chris Lightbody, Robert Steinmiller, Spencer Yaras, Taeko Carroll, Robert Peters, Charles Wiggins)
6. 3.6.5 (三 六 五T) – 3:07 (testo: Wang Yajun – musica: Hayden Bell, Christian Fast, Henrik Nordenback)
7. Heart Attack (心脏病发作T) – 3:39 (testo: Zhou Weijie – musica: GoodWill, MGI)
8. Peter Pan (彼得潘T, BǐdépānP) – 3:56 (testo: Liu Yuan – musica: 12Keyz, iDR, Ryan S. Jhun)
9. Baby (第一步 T, Dìyī BùP, lit. The First Step) – 4:00 (testo: Liu Yuan – musica: Kim Jeong-bae, Kenzie)
10. My Lady (我的女士T) – 3:33 (testo: Liu Yuan – musica: Kenzie)
11. Exo-M – Wolf (狼与美女T, Láng Yǔ MěinǚP, lit. Wolf and the Beauty) – 3:52 (testo: Zhou Weijie – musica: Kenzie, Will Simms, Nermin Harambašić)
12. Wolf (늑대와 미녀?, Neukdae Wa MinyeoLR, lit. Wolf and the Beauty) – 3:52 (testo: Kenzie – musica: Kenzie, Will Simms, Nermin Harambašić)

## Classifiche

### Classifiche settimanali
| Classifica (2013) | Posizione massima | Posizione massima |
| Classifica (2013) | Kiss ver.         | Hug ver.          |
| ----------------- | ----------------- | ----------------- |
| Corea del Sud     | 1                 | 2                 |
| Giappone          | 18                | 36                |

### Classifiche di fine anno
| Classifica (2013) | Posizione | Posizione |
| Classifica (2013) | Kiss ver. | Hug ver.  |
| ----------------- | --------- | --------- |
| Corea del Sud     | 3         | 6         |

| Classifica (2014) | Posizione | Posizione |
| Classifica (2014) | Kiss ver. | Hug ver.  |
| ----------------- | --------- | --------- |
| Corea del Sud     | 53        | 83        |

## Riconoscimenti
| Anno | Premio                 | Categoria                       | Risultato       |
| ---- | ---------------------- | ------------------------------- | --------------- |
| 2013 | Golden Disc Award      | Disk Bonsang                    | Vincitore/trice |
| 2013 | Golden Disc Award      | Disk Daesang                    | Vincitore/trice |
| 2013 | Melon Music Award      | Album of the Year               | Candidato/a     |
| 2013 | Mnet Asian Music Award | BC - UnionPay Album of the Year | Vincitore/trice |

## XOXO (Repackage)
L'album è stato successivamente ripubblicato il 5 agosto 2013.

### Tracce

#### Versione coreanaKiss
1. Growl (으르렁?, EureureongLR) – 3:29 (testo: Seo Ji-eum – musica: Hyuk Shin (Joombas), DK (Joombas), Jordan Kyle, Jarah Lafayette Gibson)
2. Wolf (늑대와 미녀?, Neukdae Wa MinyeoLR, lit. Wolf and the Beauty) – 3:52
3. XOXO (Kisses & Hugs) – 3:08 (testo: Misfit – musica: Steven Lee, Goldfingerz, Jimmy Richard)
4. Lucky (운이 좋은?, Wooni JoheunLR) – 3:25 (testo: Kim Eana, Chanyeol, Baekhyun – musica: Jeong Ho-hyun (e.one), Choi Hyun-joon)
5. Suho, Baekhyun, Chanyeol, D.O – Baby Don't Cry (인어의 눈물?, Ineoui NunmulLR, lit. A Mermaid's Tears) – 3:55
6. Black Pearl (검은 진주?, Geomeun JinjuLR) – 3:08
7. Don't Go (나비소녀?, Nabi SonyeoLR, lit. Butterfly Girl) – 3:36
8. Let Out the Beast (짐승을 보자?, Jimseung-eul BojaLR) – 3:27
9. 3.6.5 (세 여섯 다섯?, Se Yeoseos DaseosLR) – 3:07
10. Heart Attack (심장 마비?, Simjang MabiLR) – 3:39
11. Peter Pan (피터팬?, PiteopaenLR) – 3:56
12. Baby (아가?, AgaLR) – 4:00
13. My Lady (내 여자?, Nae YeojaLR) – 3:33
14. Exo-K – Growl (으르렁?, EureureongLR) – 3:52

#### Versione cineseHug
1. Growl (咆哮T, PáoxiāoP) – 3:29 (testo: Wang Yajun – musica: Hyuk Shin (Joombas), DK (Joombas), Jordan Kyle, Jarah Lafayette Gibson)
2. Wolf (狼与美女T, Láng Yǔ MěinǚP, lit. Wolf and the Beauty) – 3:52
3. XOXO (Kisses & Hugs) – 3:08 (testo: Lin Xinye – musica: Steven Lee, Goldfingerz, Jimmy Richard)
4. Lucky (幸运T) – 3:25 (testo: Liu Yuan – musica: Jeong Ho-hyun (e.one), Choi Hyun-joon)
5. Baby Don't Cry (人魚的眼淚T, Rényú de YǎnlèiP, lit. A Mermaid's Tears) – 3:55
6. Black Pearl (珍珠T) – 3:08
7. Don't Go (蝴蝶少女T, Húdié ShàonǚP, lit. Butterfly Girl) – 3:36
8. Let Out the Beast (让出兽T) – 3:27
9. 3.6.5 (三 六 五T) – 3:07
10. Heart Attack (心脏病发作T) – 3:39
11. Peter Pan (彼得潘T, BǐdépānP) – 3:56
12. Baby (第一步 T, Dìyī BùP, lit. The First Step) – 4:00
13. My Lady (我的女士T) – 3:33
14. Growl (咆哮T, PáoxiāoP) – 3:52

### Classifiche

#### Classifiche settimanali
| Classifica (2013) | Posizione massima | Posizione massima |
| Classifica (2013) | Kiss ver.         | Hug Ver.          |
| ----------------- | ----------------- | ----------------- |
| Corea del Sud     | 1                 | 2                 |

#### Classifiche di fine anno
| Classifica (2013) | Posizione | Posizione |
| Classifica (2013) | Kiss ver. | Hug Ver.  |
| ----------------- | --------- | --------- |
| Corea del Sud     | 1         | 7         |

| Classifica (2014) | Posizione | Posizione |
| Classifica (2014) | Kiss ver. | Hug Ver.  |
| ----------------- | --------- | --------- |
| Corea del Sud     | 15        | 67        |

| Classifica (2015) | Posizione |
| Classifica (2015) | Kiss Ver. |
| ----------------- | --------- |
| Corea del Sud     | 71        |

### Riconoscimenti
| Anno | Premio                 | Categoria                             | Risultato       |
| ---- | ---------------------- | ------------------------------------- | --------------- |
| 2013 | Golden Disc Award      | Digital Bonsang                       | Candidato/a     |
| 2013 | Melon Music Award      | Song of the Year                      | Vincitore/trice |
| 2013 | Melon Music Award      | Music Video award                     | Candidato/a     |
| 2013 | Mnet Asian Music Award | BC - UnionPay Song of the Year        | Candidato/a     |
| 2013 | Seoul Music Award      | Record of the Year in Digital Release | Vincitore/trice |
| 2013 | KBS Music Festival     | Song of the year                      | Vincitore/trice |
| 2013 | World Music Award      | Best World Song                       | Vincitore/trice |